# Championnat d'Espagne de football 1951-1952
Navigation
Primera División 1950-51 Primera División 1952-53
Le championnat d'Espagne de football 1951-1952 est la 21e édition du championnat. La compétition est remportée par le CF Barcelone. Organisé par la Fédération espagnole de football, le championnat se dispute du 9 septembre 1951 au 13 avril 1952.
Le club barcelonais l'emporte avec trois points d'avance sur l'Atlético Bilbao et cinq sur le Real Madrid. C'est le cinquième titre des « Blaugranas » en championnat.
Le système de promotion/relégation ne change pas : descente et montée automatique pour les deux derniers de division 1 et les deux premiers des deux groupes de deuxième division, poule de barrage pour les treizième et quatorzième de première division en compagnie des deuxième et troisième des deux groupes de deuxième division. En fin de saison, l'UD Las Palmas et le Club Atlético Tetuán sont relégués en deuxième division. Ils sont remplacés la saison suivante par le Real Oviedo et le CD Málaga. Le Real Sporting de Gijón et le Real Santander conservent, après barrages, leur place en première division.
L'attaquant espagnol Pahiño, du Real Madrid, termine meilleur buteur du championnat avec 28 réalisations.

## Règlement de la compétition
Le championnat de Primera División est organisé par la Fédération espagnole de football, il se déroule du 9 septembre 1951 au 13 avril 1952.
Il se dispute en une poule unique de 16 équipes qui s'affrontent à deux reprises, une fois à domicile et une fois à l'extérieur. L'ordre des matchs est déterminé par un tirage au sort avant le début de la compétition.
Le classement final est établi en fonction des points gagnés par chaque équipe lors de chaque rencontre : deux points pour une victoire, un pour un match nul et aucun en cas de défaite. En cas d'égalité de points entre deux ou plusieurs de clubs en fin de championnat, le classement se fait à la différence de buts. L'équipe possédant le plus de points à la fin de la compétition est proclamée championne. En fin de saison, les deux derniers du championnat sont relégués en Segunda División et remplacés par les deux premiers de ce championnat. Une poule de barrage est disputée entre les treizième et quatorzième de première division en compagnie des deuxième et troisième des deux groupes de deuxième division. Les deux premiers de la poule conservent leur place ou accèdent à la première division.

## Équipes participantes
Cette saison de championnat voit l'apparition à ce niveau de l'UD Las Palmas et du Club Atlético Tetuán, club du Protectorat espagnol au Maroc dont c'est la seule apparition à ce niveau.
| \| A. Bilbao Séville CF Atlético Madrid Real Madrid CF Barcelone Espanyol Valence CF Celta Vigo Real Sociedad D. La Corogne Real Valladolid R. Santander CA Tetuán Real Gijón Real Saragosse UD Las Palmas \| Localisation des clubs engagés dans le championnat. |
| A. Bilbao Séville CF Atlético Madrid Real Madrid CF Barcelone Espanyol Valence CF Celta Vigo Real Sociedad D. La Corogne Real Valladolid R. Santander CA Tetuán Real Gijón Real Saragosse UD Las Palmas                                                           |

| Clubs                  | Ville                      | Stade              | Capacité |
| ---------------------- | -------------------------- | ------------------ | -------- |
| Atlético Bilbao        | Bilbao                     | San Mamés          | 33 000   |
| Atlético Madrid        | Madrid                     | Metropolitano      | 40 000   |
| CA Tetuán              | Tétouan                    | Varela             | 10 000   |
| CF Barcelone           | Barcelone                  | Las Corts          | 45 000   |
| Celta Vigo             | Vigo                       | Balaidos           | 14 000   |
| Deportivo La Corogne   | La Corogne                 | Riazor             | 20 000   |
| Espanyol Barcelone     | Barcelone                  | Sarriá             | 18 704   |
| Real Sporting de Gijón | Gijón                      | El Molinón         | 21 500   |
| UD Las Palmas          | Las Palmas de Gran Canaria | Insular            | 12 000   |
| Real Madrid            | Madrid                     | Chamartín          | 70 000   |
| Real Santander         | Santander                  | El Sardinero       | 21 800   |
| Real Sociedad          | Saint-Sébastien            | Atocha             | 19 000   |
| Séville CF             | Séville                    | Nervión            | 22 000   |
| Valence CF             | Valence                    | Mestalla           | 20 000   |
| Real Valladolid        | Valladolid                 | José Zorrilla (es) | 17 000   |
| Saragosse FC           | Saragosse                  | Torrero            | 19 837   |

## Classement
| Rang | Équipe                  | Pts | J  | G  | N  | P  | Bp | Bc | Diff |
| ---- | ----------------------- | --- | -- | -- | -- | -- | -- | -- | ---- |
| 1    | FC Barcelone C          | 43  | 30 | 19 | 5  | 6  | 92 | 43 | +49  |
| 2    | Atlético Bilbao         | 40  | 30 | 17 | 6  | 7  | 78 | 46 | +32  |
| 3    | Real Madrid             | 38  | 30 | 16 | 6  | 8  | 79 | 50 | +29  |
| 4    | Atlético MadridT        | 37  | 30 | 16 | 5  | 9  | 80 | 57 | +23  |
| 5    | Valence CF              | 35  | 30 | 15 | 5  | 10 | 68 | 51 | +17  |
| 6    | Séville CF              | 32  | 30 | 14 | 4  | 12 | 69 | 57 | +12  |
| 7    | Espanyol Barcelone      | 32  | 30 | 14 | 4  | 12 | 69 | 62 | +7   |
| 8    | Real Valladolid         | 29  | 30 | 9  | 11 | 10 | 47 | 43 | +4   |
| 9    | Celta Vigo              | 27  | 30 | 12 | 3  | 15 | 64 | 66 | -2   |
| 10   | Real Sociedad           | 26  | 30 | 11 | 4  | 15 | 60 | 59 | +1   |
| 11   | Deportivo La Corogne    | 25  | 30 | 10 | 5  | 15 | 46 | 70 | -24  |
| 12   | Real SaragosseP         | 25  | 30 | 10 | 5  | 15 | 54 | 73 | -19  |
| 13   | Real Sporting de GijónP | 25  | 30 | 10 | 5  | 15 | 49 | 75 | -26  |
| 14   | Real Santander          | 25  | 30 | 9  | 7  | 14 | 45 | 65 | -20  |
| 15   | UD Las PalmasP          | 22  | 30 | 9  | 4  | 17 | 36 | 85 | -49  |
| 16   | Club Atlético TetuánP   | 19  | 30 | 7  | 5  | 18 | 51 | 85 | -34  |

- Champion et qualification pour la Coupe Latine 1952
- Barrages
- Relégation en Segunda División

Barrages de promotion
Les barrages opposent CD Logroñés et Club Ferrol, deuxième et troisième du groupe 1 de division 2, CD Alcoyano et CD Mestalla deuxième et troisième du groupe 2 de division 2 et Real Sporting de Gijón et Real Santander, treizième et quatorzième de division 1.
Le CD Mestalla termine premier de la poule d'accession, le 29 juin, mais le 10 juillet la Fédération espagnole de football lui refuse l'accession en raison de son statut de club filiale de Valence CF. Real Sporting de Gijón et Real Santander conservent donc leur place en division 1.
| Rang | Équipe                 | Pts | J  | G | N | P | Bp | Bc | Diff |  | Résultats (▼ dom., ► ext.) | MES | GIJ | SAN | ALC | LOG | FER  |
| ---- | ---------------------- | --- | -- | - | - | - | -- | -- | ---- |  | -------------------------- | --- | --- | --- | --- | --- | ---- |
| 1    | CD Mestalla            | 14  | 10 | 5 | 4 | 1 | 27 | 10 | +17  |  | CD Mestalla                |     | 2-2 | 6-1 | 2-0 | 5-1 | 4-0  |
| 2    | Real Sporting de Gijón | 13  | 10 | 5 | 3 | 2 | 20 | 14 | +6   |  | Real Sporting de Gijón     | 1-1 |     | 3-0 | 1-2 | 1-0 | 2-1  |
| 3    | Real Santander         | 11  | 10 | 5 | 1 | 4 | 27 | 20 | +7   |  | Real Santander             | 1-0 | 1-1 |     | 3-1 | 2-0 | 10-0 |
| 4    | CD Alcoyano            | 9   | 10 | 4 | 1 | 5 | 23 | 21 | +2   |  | CD Alcoyano                | 2-2 | 3-4 | 4-2 |     | 7-2 | 4-3  |
| 5    | CD Logroñés            | 8   | 10 | 3 | 2 | 5 | 11 | 21 | -10  |  | CD Logroñés                | 1-1 | 3-2 | 2-0 | 1-0 |     | 1-1  |
| 6    | Club Ferrol            | 5   | 10 | 2 | 1 | 7 | 13 | 35 | -22  |  | Club Ferrol                | 1-4 | 1-3 | 3-7 | 1-0 | 2-0 |      |

## Bilan de la saison
| Championnat d'Espagne de football 1951-1952 |                         |
| Champion                                    | CF Barcelone (5e titre) |
| Dauphin                                     | Atlético Bilbao         |
| Coupes et trophées                          |                         |
| Vainqueur de la Coupe d'Espagne 1951-1952   | CF Barcelone            |
| Vainqueur Coupe Eva Duarte                  | Atlético Madrid         |
| Promotions et relégations                   |                         |
| Promus en Primera División                  | Real Oviedo             |
| Promus en Primera División                  | CD Málaga               |
| Relégués en Segunda División                | UD Las Palmas           |
| Relégués en Segunda División                | Club Atlético Tetuán    |